# Andrew Peters (hockey sur glace)
Pour les articles homonymes, voir Andrew Peters et Peters.
Andrew Peters (né le 5 mai 1980 à St. Catharines, dans la province de l'Ontario au Canada) est un joueur professionnel canadien de hockey sur glace. Il évoluait au poste d'ailier gauche.
Son frère Geoff Peters était également joueur de hockey professionnel.

## Carrière de joueur
Il a évolué au niveau junior dans la Ligue de hockey de l'Ontario de 1997 à 2000 avec les Generals d'Oshawa puis les Rangers de Kitchener. Joueur reconnu pour son jeu défensif et robuste plutôt que pour son habileté à marquer, les Sabres de Buffalo le repêchent au 34e rang du repêchage d'entrée dans la LNH 1998. 
Il devient professionnel en 2000-2001 avec les Americans de Rochester, club-école des Sabres dans la Ligue américaine de hockey, et joue trois saisons avec l'équipe avant de faire le saut dans la Ligue nationale de hockey avec les Sabres en 2003. Lors du lock-out de 2004-2005 dans la LNH, il part jouer en Suède avec l'équipe du Bodens HF, qui évolue en deuxième division suédoise.
Après cinq saisons avec les Sabres, il signe pour deux ans avec les Devils du New Jersey en 2009, mais après une saison, les Devils rachètent son contrat et Peters devient agent libre. 
Il signe avec les Panthers de la Floride, mais peu avant le début de la saison, il est échangé aux Canucks de Vancouver contre Darcy Hordichuk. Il est prêté aux Americans de Rochester, équipe avec laquelle il a commencé sa carrière professionnelle, et joue deux parties avant d'être renvoyé par les Americans pour avoir manqué le couvre-feu de l'équipe. Le Moose du Manitoba, affilié aux Canucks, refuse d'avoir Peters dans l'équipe. Après avoir été placé au ballotage par les Canucks où aucune équipe ne le réclame, il prend sa retraite du hockey professionnel le 11 février 2011.

## Statistiques
| Saison     | Équipe                 | Ligue       |     | Saison régulière | Saison régulière | Saison régulière | Saison régulière | Saison régulière |   | Séries éliminatoires | Séries éliminatoires | Séries éliminatoires | Séries éliminatoires | Séries éliminatoires |
| Saison     | Équipe                 | Ligue       | PJ  | B                | A                | Pts              | Pun              | PJ               | B | A                    | Pts                  | Pun                  |                      |                      |
| 1996-1997  | Raiders de Georgetown  | OPJHL       | 46  | 11               | 16               | 27               | 105              | -                | - | -                    | -                    | -                    |                      |                      |
| 1997-1998  | Generals d'Oshawa      | LHO         | 60  | 11               | 7                | 18               | 220              | 7                | 2 | 0                    | 2                    | 19                   |                      |                      |
| 1998-1999  | Generals d'Oshawa      | LHO         | 54  | 14               | 10               | 24               | 137              | 15               | 2 | 7                    | 9                    | 36                   |                      |                      |
| 1999-2000  | Rangers de Kitchener   | LHO         | 42  | 6                | 13               | 19               | 95               | 4                | 0 | 1                    | 1                    | 14                   |                      |                      |
| 2000-2001  | Americans de Rochester | LAH         | 49  | 0                | 4                | 4                | 118              | -                | - | -                    | -                    | -                    |                      |                      |
| 2001-2002  | Americans de Rochester | LAH         | 67  | 4                | 1                | 5                | 388              | -                | - | -                    | -                    | -                    |                      |                      |
| 2002-2003  | Americans de Rochester | LAH         | 57  | 3                | 0                | 3                | 223              | 3                | 0 | 0                    | 0                    | 24                   |                      |                      |
| 2003-2004  | Sabres de Buffalo      | LNH         | 42  | 2                | 0                | 2                | 151              | -                | - | -                    | -                    | -                    |                      |                      |
| 2004-2005  | Bodens HF              | Allsvenskan | 22  | 2                | 4                | 6                | 196              | -                | - | -                    | -                    | -                    |                      |                      |
| 2005-2006  | Sabres de Buffalo      | LNH         | 28  | 0                | 0                | 0                | 100              | -                | - | -                    | -                    | -                    |                      |                      |
| 2006-2007  | Sabres de Buffalo      | LNH         | 58  | 1                | 1                | 2                | 125              | -                | - | -                    | -                    | -                    |                      |                      |
| 2007-2008  | Sabres de Buffalo      | LNH         | 44  | 1                | 1                | 2                | 100              | -                | - | -                    | -                    | -                    |                      |                      |
| 2008-2009  | Sabres de Buffalo      | LNH         | 28  | 0                | 1                | 1                | 81               | -                | - | -                    | -                    | -                    |                      |                      |
| 2009-2010  | Devils du New Jersey   | LNH         | 29  | 0                | 0                | 0                | 93               | -                | - | -                    | -                    | -                    |                      |                      |
| 2010-2011  | Americans de Rochester | LAH         | 2   | 0                | 0                | 0                | 4                | -                | - | -                    | -                    | -                    |                      |                      |
| Totaux LNH | Totaux LNH             | Totaux LNH  | 229 | 4                | 3                | 7                | 650              | -                | - | -                    | -                    | -                    |                      |                      |